# Acuerdo de Armisticio de Corea
El Acuerdo de Armisticio de Corea (Korean Armistice Agreement en inglés) (한국정전협정/조선정전협정 en coreano) es un tratado de no agresión actualmente vigente, firmado por Corea del Norte y Estados Unidos el 27 de julio de 1953 que puso fin a las hostilidades realizadas por ambas naciones y por sus aliados —la Unión Soviética y China por parte de Corea del Norte, y Corea del Sur y el Comando de las Naciones Unidas por parte de Estados Unidos—. Dicho armisticio fue creado para asegurar el cese total de las hostilidades y de los actos de fuerza armada en la península de Corea hasta que se alcance un acuerdo de paz definitivo —que hasta la fecha aún no se ha alcanzado y por ende ambas naciones se encuentran de jure en guerra—.
La firma de este armisticio también estableció la actual zona desmilitarizada de Corea tomando como referencia el paralelo 38 norte; esta línea entre ambas naciones sirve como frontera, una de las más fortificadas militarmente del mundo.

## Historia
En diciembre de 1950, los Estados Unidos ya se encontraban discutiendo algunos acuerdos para poner fin a la Guerra de Corea, la cual inició el 25 de junio de ese mismo año. Dichos acuerdos proponían poner fin a la lucha, dar garantías a ambas naciones y proteger el futuro de la seguridad entre ellas; los Estados Unidos afirmaron que era necesario contar con una comisión de armisticio militar de membresía mixta que supervisara todos los acuerdos. Ambas partes deberían ponerse de acuerdo para, «poner fin a las agresiones terrestres, navales y aéreas de Corea del Norte a Corea del Sur, y viceversa».
Mientras tanto, entre mayo y junio de 1951, el presidente de la República de Corea (Corea del Sur), Syngman Rhee se opuso a las conversaciones de paz. Él creía que la República de Corea debería seguir ampliando su ejército para marchar todo el camino hasta el río Yalu y unificar por completo la nación. Por su parte la ONU no apoyó la posición de Rhee, aunque a pesar de esto, dicho mandatario y todas las partes del gobierno de Corea del Sur pusieron en marcha un gran esfuerzo para movilizar a la población para resistir cualquier cese de los combates por debajo del río Yalu. Otros funcionarios surcoreanos apoyaban las ambiciones de Rhee y la Asamblea Nacional de Corea del Sur aprobó por unanimidad una resolución de apoyo a una lucha continua para un «país independiente y unificado». A finales de junio de 1951 sin embargo, la Asamblea decidió apoyar las negociaciones de armisticio.
El presidente eterno de Corea del Norte, Kim Il-sung también buscó la unificación completa basada en sus ideologías. La parte de Corea del Norte era lenta para apoyar las negociaciones de armisticio y hasta el 27 de junio de 1951, 17 días después del inicio de las negociaciones de armisticio, cambiaron su eslogan de «expulsar al enemigo en el mar» a «expulsar al enemigo hasta el paralelo 38». Corea del Norte fue presionado para apoyar las negociaciones de armisticio por sus aliados, China y la Unión Soviética, cuyo apoyo permitía a Corea del Norte seguir luchando. De esta manera Corea del Norte se vio obligado a adoptar una posición a favor de armisticio.

## Conversaciones del Armisticio
Las conversaciones sobre el acuerdo de armisticio comenzaron el 10 de julio de 1951, en la ciudad de Kaesong, una ciudad ocupada por Corea del Norte en la provincia de Hwanghae del Norte, cerca de la frontera con Corea del Sur. Los negociadores principales eran generales Nam Il, de Corea del Norte vice primer ministro y jefe de Estado Mayor del Ejército, y el vicealmirante Charles Turner Joy, un estadounidense de parte de Corea del Sur. Después de un período de dos semanas, el 26 de junio de 1951, un programa de cinco partes que se acordó. Este programa mantuvo conversaciones guiadas hasta la firma del armisticio el 27 de julio de 1953. El orden de este programa fue:
1. Aprobación del orden del día.
2. La fijación de una línea de demarcación militar entre ambas partes a fin de establecer una zona desmilitarizada como condición básica para el cese de las hostilidades en la península coreana.
3. Disposiciones concretas para la realización de cese del fuego y un acuerdo de armisticio en Corea, incluida la composición, competencias y funciones de una organización de supervisión para llevar a cabo los términos de un alto el fuego y de armisticio.
4. Disposiciones relativas a los prisioneros de guerra.
5. Recomendaciones a los gobiernos de los países afectados por ambas partes.

Posteriormente, estas negociaciones procedieron lentamente, con la suspensión y el reinicio de nuevo las discusiones. La diferencia máxima entre las discusiones comenzó el 23 de agosto de 1951. Ese día, durante la mañana, Corea del Norte y sus aliados afirmaron que el lugar de la conferencia en Kaesong había sido bombardeado. Corea del Norte pidió a la ONU llevar a cabo una investigación inmediata, que concluyó con que no había pruebas de que un avión había atacado el sitio de la conferencia. La evidencia sin embargo, parecía ser planificada. Los comunistas posteriormente se negaron a permitir una investigación durante el día. 

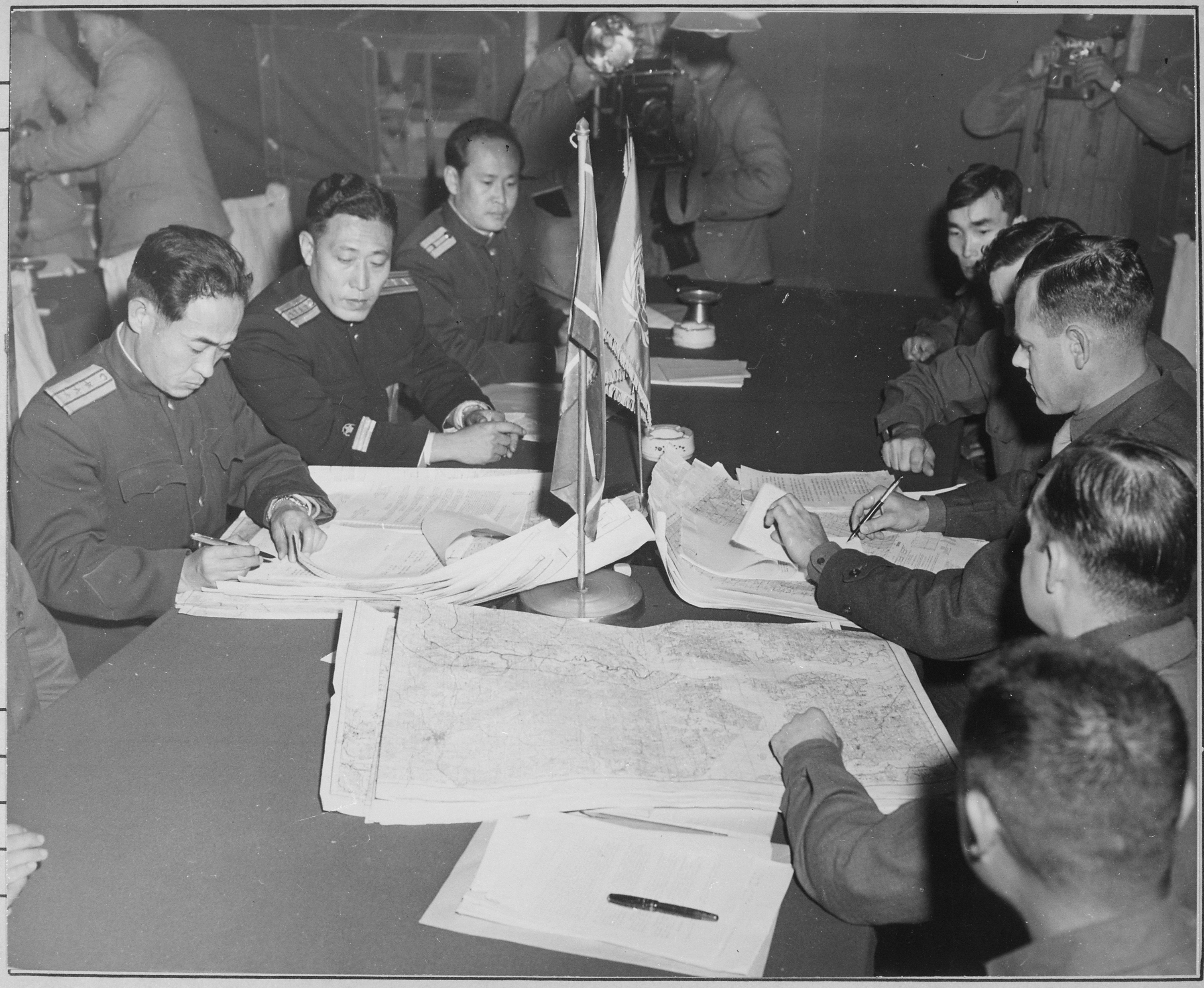
Discusiones sobre el acuerdo de armisticio de Corea el 11 de octubre de 1951.

Las conversaciones de armisticio no comenzaron de nuevo sino hasta el 25 de octubre de 1951. Estados Unidos no permitiría más discusiones sobre el caso de Kaesong, así como también se cambiaría el sitio para continuar con las conversaciones. Panmunjom, situada en la provincia de Gyeonggi, frontera de Corea del Norte y Corea del Sur, fue el sitio acordado por ambas potencias como la nueva ubicación para las discusiones del acuerdo de paz con la condición de que ambas partes asumieran la responsabilidad de su protección. Las discusiones continuaron lentamente debido a las dificultades para la ubicación de la frontera entre Corea del Norte y Corea del Sur. China, y Corea del Norte querían que la frontera se estableciera en el paralelo 38 norte. En cuestión de semanas sin embargo, ambos países aceptaron la línea de Kansas, el lugar donde las dos partes realmente se enfrentaron entre sí durante un tiempo. 
La decisión de qué hacer con la repatriación de los prisioneros de la guerra también fue un problema durante las negociaciones. Los comunistas contaron 10 000 prisioneros de guerra, y la ONU contabilizó 150 000 prisioneros. El Ejército Popular de Voluntarios (PVA por sus siglas en inglés), el Ejército Popular de Corea (EPC por sus siglas en inglés) y la ONU no podían ponerse de acuerdo sobre un sistema de repatriación debido a que muchos de la PVA y soldados del EPC se negaron a ser repatriados hacia el norte, lo que era inaceptable para los chinos y los norcoreanos. En el acuerdo de armisticio final, la Comisión de Repatriación de las Naciones Neutral se creó para manejar el asunto. El acuerdo prevé el seguimiento por una comisión internacional. La Comisión de Naciones Neutrales se estableció para evitar que los refuerzos que se trajeron a Corea fueran militares adicionales para ambas naciones.

La Zona desmilitarizada de Corea.

El 19 de julio de 1953, los delegados llegaron a un acuerdo sobre todas las cuestiones relacionadas con el armisticio. El 27 de julio de 1953, a las 10:00 KST, el armisticio fue firmado por Nam Il, delegado del Ejército Popular de Corea y el Ejército Popular de Voluntarios, y William K. Harrison Jr. y los delegados de la ONU. Doce horas después de la firma del documento, todos estuvieron de acuerdo y el armisticio entró en vigor.

## Después del armisticio

### Desacuerdos en el cumplimiento del armisticio
El párrafo 13 (d) del Acuerdo de Armisticio de Corea ordenó que ambas partes no deberían introducir nuevas armas en Corea, que no sea el reemplazo de piezas para equipo dañado o desgastado. En septiembre de 1956 el Jefe del Estado Mayor Conjunto de Estados Unidos indicó en que su objetivo militar fue la introducción de armas nucleares en Corea, que fue acordado por el Consejo de Seguridad Nacional de Estados Unidos y el presidente Eisenhower. Sin embargo, el párrafo 13 (d) impide la introducción de armas nucleares y misiles en la península coreana. Estados Unidos decidió revocar unilateralmente el párrafo 13 (d), rompiendo el Acuerdo de Armisticio, a pesar de las preocupaciones de los aliados de las Naciones Unidas. En una reunión de la Comisión de Armisticio Militar el 21 de junio de 1957, Estados Unidos informó a los representantes de Corea del Norte que la ONU ya no se considera obligada a respetar el párrafo 13 (d) del armisticio. En enero de 1958 los misiles tipo Honest John y cañones de 280 mm atómicos fueron desplegados en Corea del Sur, un año después añadieron misiles nucleares de crucero, tipo Matador con la intención de alcanzar China y la Unión Soviética.
Los Estados Unidos creyeron que Corea del Norte había introducido nuevas armas, pero no hizo acusaciones públicas específicas. Corea del Norte también creyó que Estados Unidos ha introducido nuevas armas antes en Corea del Sur.
Corea del Norte denunció la derogación del párrafo 13 (d) como un intento de destruir el acuerdo de armisticio y convertir a Corea en una zona de guerra atómica para Estados Unidos. Corea del Norte respondió militarmente por cavar fortificaciones subterráneas masivas resistentes a un ataque nuclear, y con visión de implementación de sus fuerzas convencionales. En 1963, Corea del Norte pidió a la Unión Soviética y China ayuda en el desarrollo de armas nucleares, pero ambos se negaron.
Tras la derogación del párrafo 13 (d), la Comisión de Naciones Neutrales perdió gran parte de su función, y se convirtió principalmente la oficina con sede en la zona de distensión con poco personal.
En 1975, la Asamblea General de la ONU adoptó resoluciones que apoyan la conveniencia de sustituir el Acuerdo de Armisticio por un tratado de paz. En octubre de 1996, el Consejo de Seguridad de la ONU, sobre la base de una declaración del presidente del Consejo, insistió en que el Acuerdo de Armisticio debe ser reconocido completamente para que pueda ser reemplazado por un nuevo tratado de paz, incluyendo la aprobación de Estados Unidos y China, dos de los firmantes del armisticio, para refutar eficazmente cualquier sugerencia que sugiera que el armisticio ya no está en vigor.

### Invalidez del armisticio por parte de Corea del Norte
Corea del Norte ha anunciado que Corea del Sur y Estados Unidos han violado e invalidado el armisticio por lo menos seis veces, en los años 1994, 1996, 2003, 2006, 2009 y 2013.
El 27 de mayo de 2009, Corea del Norte anunció que Estados Unidos y Corea del Sur habían invalidado totalmente el armisticio por la participación de Corea del Sur en una «campaña de seguridad» estadounidense; hubo dos incidentes violentos aislados en 2010, el hundimiento del Cheonan ROKS (la causa es desconocida actualmente, pero se sospecha que un submarino de ataque de Corea del Norte fue el autor) y el bombardeo de Yeonpyeong.

### Tensión de una guerra nuclear
El 11 de diciembre de 2012, Corea del Norte llevó a cabo el lanzamiento de un cohete de largo alcance desde el noreste del país, aunque en el momento no se tomaron medidas ni sanciones contra el país comunista.
En enero de 2013, el líder norcoreano Kim Jong-un exhortó a Corea del Sur a conversaciones para llegar a un acuerdo de paz.
Un mes después el 12 de febrero, Corea del Norte llevó a cabo un ensayo nuclear que según fuentes surcoreanas y japonesas provocó un seísmo artificial que alcanzó los 5,1.º en la escala de Richter; esto trajo como consecuencia nuevas sanciones por parte de la ONU contra el país comunista. Corea del Norte reaccionó de manera airada ante estas sanciones y durante los meses de marzo y abril elevó la tensión de paz en la zona llevó a cabo amenazas de guerra nuclear contra Corea del Sur, Estados Unidos y Japón, entre estas amenazas, el país comunista declaró invalidado el Acuerdo de Armisticio.
En mayo de 2018, en un aparente cese a las provocaciones y reducción de la tensión de guerra gracias a la intervención de China su principal aliado, Corea del Norte se ha mostrado a favor de reemplazar el acuerdo de armisticio por un tratado de paz definitivo.